# Ángel Kalenberg
Ángel Kalenberg (Montevideo, 24 de setiembre de 1936) es un crítico de arte, curador y autor uruguayo.

## Carrera
En 1963 creó el Instituto General Electric (IGE) de Uruguay, el cual dirigió hasta 1969.
Durante el periodo 1969-2007 fue director del Museo Nacional de Artes Visuales de Montevideo. 
Fue vicepresidente del International Committee for Museums and Collections of Modern Art (1983-1986) e integrante del Consejo de Administración de la Asociación Internacional de Críticos de Arte. 
Integró la Comisión Nacional de Artes Visuales. Ha intervenido como asesor, curador, jurado y comentarista de numerosas exhibiciones de arte. Ha actuado como comisario de los envíos de su país a las bienales de San Pablo, París y Venecia. En 2002 participó en el Gran Jurado de los Premios Konex 2002: Artes Visuales correspondiente a Uruguay.
La Asociación de Críticos de Arte de Argentina le otorgó el Premio a la Trayectoria de un Crítico Latinoamericano (1985), el Gobierno de Francia le concedió las Palmas Académicas, en el grado de Oficial (1986), el Gobierno de México la Orden Mexicana del Águila Azteca (2000) y el Gobierno de Italia las de Commendattore.
Entre las exposiciones que presentó en el Museo Nacional de Artes Visuales, se destacan: Rodin, Rembrandt, Picasso, Barradas, Botero, Lam, Chagall, Miró, Klee, Kounellis, Vangelis, Torres García, Julio González, Calatrava, Jesús Soto, César, y obras maestras de las colecciones de El Vaticano.
Integró el Consejo Rector del Museo Valenciano de Arte Moderno desde 2007 hasta 2013.
Entre 2003 y 2006 dirigió 24 mesas redondas dedicadas al arte y las nuevas tecnologías en el marco del Foro de Expertos de Arte Contemporáneo de la Feria ARCO de Madrid.

## Selección de obras
- El "Instituto General Electric". Maldonado: MACA. Museo de Arte Contemporáneo Atchugarry. 2024.
- Artes visuales del Uruguay : de la piedra a la computadora. Montevideo: Testoni Studio Ediciones. 2001.
- Pedro Figari en el MNAV. Montevideo: Museo Nacional de Bellas Artes. 1998. (Con Jorge Glusberg).
- Gurvich. Montevideo: Ediciones Jorge de Arteaga & Gustavo Tejería Loppacher. 1997. ISBN 9974-7564-0-5.
- Arte uruguayo y otros. Montevideo: Edición Galería Latina. 1990.